# Kourerpeton
Kourerpeton is een geslacht van uitgestorven dvinosauride temnospondyle Batrachomorpha (basale 'amfibieën'). 

## Naamgeving
Het holotype van Kourerpeton, MMMN-V600, werd ontdekt in de etalage van een kapperszaak in Bisbee of Mesa, Arizona waar het als decoratie werd gebruikt. Het exemplaar moet veel eerder opgegraven zijn en werd verschillende malen doorverkocht. Uiteindelijk werd het voor de wetenschap gered door een zekere majoor Lionel F. Brady. Kourerpeton werd benoemd in 1976 door Everett Claire Olson en George E. Lammers, met het type en de enige soort zijnde Kourerpeton bradyi. De geslachtsnaam betekent 'meisjesreptiel' en eert de preparateur van het stuk Rick Lassen. De soortaanduiding eert majoor Brady.

## Leeftijd en locatie
Omdat het niet in situ werd gevonden, is de herkomst en leeftijd van Kourerpeton onbekend. De kapper meende zich te herinneren dat het stuk afkomstig was uit de buurt van Glen Rose, Texas. Dat zou suggereren dat het stamde uit de Glen Rose-formatie. Olson en Lammers (1976) brachten hier tegenin dat de Glen Rose-formatie uit het Krijt dateert, en daarom geen waarschijnlijke bron kan zijn voor een temnospondyl. Verschillende studies hebben het Perm of Vroeg-Trias genoemd. Warren (1999) suggereerde dat Kourerpeton afkomstig is van een onbekende vindplaats uit het Guadalupien (Midden-Perm) tot Vroeg-Trias van Noord-Amerika, of mogelijk zelfs van een plaats buiten Noord-Amerika. Milner en Sequeira (2004) hebben gesuggereerd dat Kourerpeton afkomstig kan zijn van de San Angelo-formatie uit het Vroeg-Perm van Texas, die ook de bron is van de tupilakosauride Slaugenhopia. De San Angelo-formatie ligt in de nabijheid van de Glen Rose-formatie in een noord-zuid gordel over noord-centraal Texas, ongeveer 130 kilometer ten westen van Glen Rose.

## Classificatie
Het geslacht werd oorspronkelijk toegewezen aan de monotypische familie Kourerpetidae, die als alternatief is gespeld als Kourerpetontidae.
Kourerpeton wordt meestal ingedeeld in zijn eigen dvinosaurische familie de Kourerpetidae. Andrew Milner en Sequeira (2004) suggereerden dat Kourerpeton een tupilakosauride kan zijn op basis van overeenkomsten met het geslacht Slaugenhopia. Net als Slaugenhopia bezit Kourerpeton vergrote postorbitalia en gereduceerde postfrontalia, botten die het gedeelte van het schedeldak boven de oogkassen vormen. Zowel Kourerpeton als Slaugenhopia bezitten intercentra met onvolledige ringen, die de centra van de wervels vormen. De pleurocentra, die ook de centra omvatten, zijn in beide geslachten slank en halvemaanvormig. In tegenstelling tot Slaugenhopia mist Kourerpeton een inkeping op het pterygoïde bot van het verhemelte. Bij Slaugenhopia verschijnt deze inkeping als een diepe inkeping in de achterrand van het centrale verhemelte. Bij Kourerpeton is de achterrand van het schedeldak sterk gegolfd en heeft een holle curve aan de binnenzijde. Dit in tegenstelling tot Slaugenhopia, die een relatief rechte schedeldakrand heeft. Op basis van deze verschillen beschouwden Milner en Sequeira (2004) Kourerpeton als een basale stam-tupilakosauride.